# Curetis malayica
Curetis malayica är en fjärilsart som beskrevs av Felder 1865. Curetis malayica ingår i släktet Curetis och familjen juvelvingar. Inga underarter finns listade i Catalogue of Life.